# روکافیوریتا
روکافیوریتا (به ایتالیایی: Roccafiorita) یک کومونه در ایتالیا است که در استان مسینا واقع شده‌است.

## خصوصیات
روکافیوریتا ۱٫۱۴ کیلومترمربع مساحت و ۲۶۱ نفر جمعیت دارد و ۷۲۳ متر بالاتر از سطح دریا واقع شده‌است.

## خواهرخوانده
شهر Antonovo Municipality خواهرخواندهٔ روکافیوریتا هست.